# Mädels jetzt ist Damenwahl!
Mädels jetzt ist Damenwahl! ist ein Schlager in langsamem Foxtrottempo, den Willy Richartz für den Carl-Froelich-Tonfilm Oberwachtmeister Schwenke schrieb. Schlagerdichter Klaus S. Richter verfasste den Gesangstext dazu. Das Lied erschien 1935 im Musikverlag Beboton in Berlin.

## Hintergrund
Der Tonfilm Oberwachtmeister Schwenke zeigte einen allseits beliebten Schupomann in Berlin, der zwischen Liebe und Pflicht hin- und hergerissen wird. Den Wachtmeister spielet Gustav Fröhlich. Die Uraufführung fand am 14. Januar 1935 in Berlin im Ufa-Palast am Zoo statt. Unter dem Titel Der Vielgeliebte lief der Film auch in Österreich.
Das Lied, das auf manchen Etiketten auch mit der Tanzbezeichnung „Rheinländer“ versehen wurde, war auch auf der Grammophonplatte erfolgreich und wurde von zahlreichen Kapellen aufgenommen, wobei meist Erwin Hartung als Refrainsänger fungierte. Auf Kristall spielte es Fritz Domina, auf dem Braun-Etikett der Grammophon Oscar Joost, für Lindströms Gloria-label Eric Harden mit Luigi Bernauer als Refrainsänger, für Brillant Spezial die Kapelle von Eugen Jahn, für die Stuttgarter Firma Elton die Tanz-Kapelle von Fredy Linter mit Gesang des Elton-Terzetts und für die österreichische Paloma das Orchester von Georg Grüber mit dem Sänger Max Mentor.
Auf dem volkstümlichen Telefunken-Label „Musikus“ spielte es das Musikus-Tanz-Orchester mit einem (anonym gebliebenen) Tenor-Solo. Auch das Gesangsquartett Humoresk Melodios um den Pianisten Fried Walter nahm den Titel ins Repertoire.
Das Lied ist bis auf den Kehrreim:
Mädels, jetzt ist

Damenwahl!

Sucht euch den schönsten Mann im Saal,

der beste Tanz ist allemal

Damenwahl,

Damenwahl!
instrumental gehalten.
Das Lied wurde auch für Blasorchester arrangiert. Eine modernisierte Fassung im Boogie Woogie-Rhythmus spielten „Horst Wende and The Sailors“ im Oktober 1960 bei Polydor auf eine Vinyl-Single; Max Greger spielte den Titel mit seiner Big Band auf dem Doppel-Album Das Grosse Tanzturnier. Eine weitere Variante erschien auf verschiedenen Alben von Ernst Mosch und seinen Original Egerländer Musikanten.

## Notenausgaben
- Mädels jetzt ist Damenwahl. Slow-fox aus »Oberwachtmeister Schwenke«. Musik Willi Richartz, Text Claus S. Richter. Berlin: Beboton c. 1935

- Mädels jetzt ist Damenwahl. Slow-fox aus »Oberwachtmeister Schwenke«. Musik Willi Richartz, Text Claus S. Richter. In: Das große Evergreen-Concert, 70 Spitzenschlager von 1930 bis 1965. Besetzung: Singstimme, Klavier. Evergreenalbum (Sammelband). Verlag: Sikorski, Editions-Nr.: SIK 439. Erscheinungsdatum: 2002

- Mädels jetzt ist Damenwahl. Slow-fox aus »Oberwachtmeister Schwenke«. Musik Willi Richartz, Text Claus S. Richter. In: Band 2 von Die beliebtesten Schlager der zwanziger Jahre : [Mit Angabe der ersten Takte] gesammelt und herausgegeben von Christian Seiler. Wien : Verlag Perlen-Reihe, [1998]. 2 Hefte, rkzp., (Zürich), BNA: M 5111.

- Mädels, jetzt ist Damenwahl. Komponist: Willy Richartz. Besetzung: Blasorchester. Arrangeure: Gerald Weinkopf, Frank Pleyer. Verlag: Musikverlag Ernst Mosch, Artikelnummer: MOSCH 0313. Schwierigkeitsgrad: 2.5

- DAMENWAHL BOOGIE (Mädels, jetzt ist Damenwahl) Komponist: Richartz. Noten Roehr, Archiv der Einzelausgaben, Archiv-Nr.: 908, Kat. Nr. 15[12]

## Tondokumente (Auswahl)
- “Mädels jetzt ist Damenwahl!” Langsamer Foxtrott aus dem Tonfilm »Oberwachtmeister Schwenke« (Willi Richartz – Klaus S. Richter) Fritz Domina und sein Tanzorchester. Gesang: Erwin Hartung. Kristall Electro Nr. 3487 (C 6930)[13]

- “Mädels jetzt ist Damenwahl!” Rheinländer (Richartz – Richter) Oscar Joost Tanz Orchester mit Refraingesang: Erwin Hartung Grammophon braun 1572 (Matr. 5705 ½ GR 8), aufgenommen in Berlin, Lützowstraße 111, 6. November 1934[14]

- “Mädels jetzt ist Damenwahl!” Rheinländer (Richartz – Richter) Die Humoresk Melodios. Gesangs-Quartett. Grammophon 10 290 (Matr. 2491 ½ GN)[15]

- “Mädels jetzt ist Damenwahl!” Langsamer Foxtrott aus dem Tonfilm »Oberwachtmeister Schwenke« (Musik Willi Richartz, arr. Fred Ralph – Text Claus S. Richter) Tanz-Kapelle Fredy Linter mit Elton-Terzett.[16]

- “Mädels jetzt ist Damenwahl!” Slowfox aus dem Tonfilm »Oberwachtmeister Schwenke« (Richartz – Richter) Kapelle Eugen Jahn mit Gesang Max Mentor. DEBEGE (Deutsche Buchgemeinschaft) Nr. 2096 (Matr. T 064)[17]

- “Mädels jetzt ist Damenwahl!” Slowfox aus dem Itala-Froelich-Tonfilm »Oberwachtmeister Schwenke« (Richartz – Richter) Eric Harden mit seinem Tanzorchester und Gesang: Luigi Bernauer, Gloria G.O. 13 365 a (Matr. Bi 1959)[18]

- Mädels jetzt ist Damenwahl. Slow-fox aus dem Tonfilm »Oberwachtmeister Schwenke«. Musik Willi Richartz, Text Claus S. Richter. „Musikus“-Tanz-Orchester und Tenor-Solo. Telefunken Musikus M 6090 (Matrizen-Nr. 20281)

- “Mädels jetzt ist Damenwahl!” Langs. Fox aus dem Tonfilm »Oberwachtmeister Schwenke« (Musik: Richartz – Text: Richter) Tanz-Orchester Georg Grüber mit Refraingesang: Erwin Hartung (hier als „Hans Horsten“). Paloma Electro 4099 (Matr. T 4383)[19]

nach 1945:
- „Damenwahl Boogie (Mädels jetzt ist Damenwahl)“ (Richartz – Richter) Horst Wende and The Sailors. Polydor 7" single 24 348 B[20]

- „Mädels, jetzt ist Damenwahl“ (Richartz) Hugo Strasser und sein Orchester. Auf dem Album Blende auf – Die großen Tonfilmerfolge der 30er Jahre (September 1959)[21] und Darf ich bitten![22]

- „Mädels, jetzt ist Damenwahl (Rheinländer)“ (Richartz/Richartz) Ernst Mosch und seine Original Egerländer. Auf den Alben Frohe Klänge, So sind wir! und Sonntagskonzert[23]